# Парасюк, Остап Степанович
Оста́п Степа́нович Парасю́к (20 декабря 1921, с. Белка, ныне Львовская область, Украина — 22 ноября 2007, Киев, Украина) — советский и украинский физик-теоретик, академик АН УССР (1964), специалист в области квантовой теории поля и математической физики. Заслуженный деятель науки и техники Украины (1992).

## Биография
Окончил Львовский университет (1947). Кандидат физико-математических наук (1949). Тема кандидатской диссертации «Пластические зоны при концентрации напряжений возле отверстий». Доктор физико-математических наук (1955). Тема докторской диссертации «Теория умножения полевых операторов». Профессор (1957). В 1949—1966 годах работал в Институте математики АН УССР. С 1966 года — заведующий отделом Института теоретической физики АН УССР. Одновременно в 1957—1973 годах — профессор Киевского университета. Академик АН УССР (1964).
Похоронен на Берковецком кладбище.

## Научная деятельность
Основные исследования в области квантовой теории поля и математической физики. Совместно с Н. Н. Боголюбовым обосновал вычислительную процедуру квантовой теории поля (исследовал процедуру умножения причинных функций, регуляризацию расходящихся интегралов, аналитическое продолжение обобщённых функций в квантовой теории поля) (1955—1960), предложил новый метод изучения аналитических свойств амплитуды рассеяния (1962—1965), решил ряд упругопластических задач (1947—1949), определил спектр потока гороциклов на поверхностях отрицательной кривизны (1953).

## Научные труды

### Статьи
- Савін Г. М., Парасюк О. С. Бігармонічні розв'язання рівняння // ДАН УРСР[укр.]. — 1947. — № 3. — С. 52—55.
- Савін Г. М., Парасюк О. С. Характеристики бігармонічного пластичного стану // ДАН УРСР. — 1947. — № 4. — С. 47—52.
- Савін Г. М., Парасюк О. С. Пружно-пластичні задачі з бігармонічним пластичним станом // ДАН УРСР. — 1947. — № 4. — С. 53—56.
- Мейзлер Д. Г., Парасюк О. С., Рвачева Е. Л. Многомерная локальная предельная теорема теории вероятности // ДАН СССР. — 1948. — Т. 60, № 7. — С. 1127—1128.
- Парасюк О. С. Упруго-пластическая задача с небигармоническим пластическим состоянием // ДАН СССР. — 1948. — Т. 63, № 4. — С. 367—370.
- Парасюк О. С. Вплив нерівномірно напруженого поля на пластичну зону навколо отвору // ДАН УРСР. — 1948. — № 3. — С. 41—50.
- Мейзлер Д. Г., Парасюк О. С., Рвачева Е. Л. О многомерной локальной предельной теореме теории вероятностей // УМЖ. — 1949. — № 1. — С. 9—20.
- Савін Г. М., Парасюк О. С. Пластичні зони довкола кругового отвору в плоскому нерівномірно напруженому полі // Наукові записки Львівського Державного Університету імені Івана Франка. Серія фізико-математична. — 1949. — Т. 12, вип. 3. — С. 5—20.
- Савин Г. Н., Парасюк О. С. О некоторых упруго-пластических задачах с линейным упрочнением // ДАН СССР. — 1950. — Т. 70, № 4. — С. 585—588.
- Савин Г. Н. Парасюк О. С. Некоторые упруго-пластические задачи с линейным упрочнением // УМЖ. — 1950. — Т. 2, № 1. — С. 60—69.
- Парасюк О. С. Потоки гороциклов на поверхностях постоянной отрицательной кривизны // УМН. — 1953. — Т. 8, вып. 3 (55). — С. 125—126.
- Парасюк О. С. Ергодичність геодезичних потоків на деяких тримірних многообраззях змінної від'ємної кривизни // ДАН УРСР. — 1953. — № 6. — С. 387—388.
- Боголюбов Н. Н., Парасюк О. С. К теории умножения причинных сингулярных функций // ДАН СССР. — 1955. — Т. 100, № 1. — С. 25—28.
- Боголюбов Н. Н., Парасюк О. С. О вычитательном формализме при умножении причинных сингулярных функций // ДАН СССР. — 1955. — Т. 100, № 3. — С. 429—432.
- Парасюк О. С. К теории причинных сингулярных функций // ДАН СССР. — 1955. — Т. 100, № 4. — С. 643—645.
- Боголюбов Н. Н., Парасюк О. С. Об аналитическом продолжении обобщенных функций // ДАН СССР. — 1956. — Т. 109, № 4. — С. 717—719.
- Парасюк О. С. О «парных» интегральных уравнениях в классе обобщенных функций // ДАН СССР. — 1956. — Т. 110, № 6. — С. 957—958.
- Боголюбов Н. Н., Парасюк О. С. О вычитательном формализме при умножении причинных сингулярных функций // Изв. АН СССР. Сер. матем. — 1956. — Т. 20, вып. 5. — С. 585—610.
- Парасюк О. С. Умножение причинных функций при несовпадающих аргументах // Изв. АН СССР. Сер. матем. — 1956. — Т. 20, вып. 6. — С. 843—852.
- Парасюк О. С. Обобщенные функции в теории поля // Труды Третьего Всесоюзного математического съезда. — 1956. — Т. 3. — С. 558—566.
- Bogoliubow N. N., Parasiuk O. S. Über die Multiplikation der Kausalfunktionen in der Quantentheorie der Felder (нем.) // Acta Mathematica. — 1957. — Bd. 97. — S. 227—266.
- Митропольский Ю. А., Парасюк О. С. Четвертый конгресс румынских математиков // УМЖ. — 1957. — Т. 9, № 1. — С. 113.
- Парасюк О. С. О сглаживании обобщенных стационарных процессов // УМЖ. — 1957. — Т. 9, № 2. — С. 210—214.
- Ишлинский А. Ю., Парасюк О. С., Шевело В. Н. Гурий Николаевич Савин (к пятидесятилетию со дня рождения) // УМЖ. — 1957. — Т. 9, № 2. — С. 225—229.
- Парасюк О. С., Петрина Д. Я., Тацуняк П. И. Теорема Челлена — Лемана в пространстве с индефинитной метрикой // УМЖ. — 1958. — Т. 10, № 3. — С. 344—346.
- Парасюк О. С. Одна теорема об аналитическом продолжении обобщенных функций // УМЖ. — 1959. — Т. 11, № 3. — С. 328—330.
- Парасюк О. С. К теории R-операции Боголюбова // УМЖ. — 1960. — Т. 12, № 3. — С. 287—307.
- Парасюк О. С. О двойных дисперсионных соотношениях // УМЖ. — 1961. — Т. 13, № 3. — С. 100—103.
- Парасюк О. С. Мультипликационная теорема Адамара и аналитическое продолжение двухчастичного условия унитарности // ДАН СССР. — 1962. — Т. 145, № 6. — С. 1247—1248.
- Парасюк О. С. Об одном обобщении теоремы Т. Редже // ДАН СССР. — 1962. — Т. 147, № 3. — С. 571—572.
- Парасюк О. С. Интегралы Фейнмана и метод Пуанкаре // УМЖ. — 1963. — Т. 15, № 3. — С. 320—321.

## Награды
- Премия имени Н. М. Крылова (1982)